# Dicranomyia (Dicranomyia) neoguttula
Dicranomyia (Dicranomyia) neoguttula is een tweevleugelige uit de familie steltmuggen (Limoniidae). De soort komt voor in het Afrotropisch gebied.